# Manuel Rojas (író)
Manuel Rojas Sepúlveda (Buenos Aires, 1896. január 8. – Santiago de Chile, 1973. március 11.) chilei író és újságíró.

## Életrajza
Rojas az argentin Buenos Aires városában született chilei szülők gyermekeként. Családja 1899-ben visszatért Santiagóba, de 1903-ban, apja halála után édesanyja visszatért Buenos Airesbe, ahol tizenegy éves koráig iskolába járt. Tizenhat évesen, 1912-ben úgy döntött, hogy egyedül tér vissza Chilébe. Megérkezése után értelmiségiekkel és anarchista csoportokkal került kapcsolatba, miközben különböző segédmunkásként dolgozott: szobafestőként, villanyszerelőként, mezőgazdasági munkásként, vasúti segédmunkásként, hajórakodóként, szabótanoncként, suszterként, hajóőrként és színészként kisebb vándortársulatokban. Az ott megismert helyzetek és szereplők közül sokan később a kitalált világának részévé váltak.
1921-ben visszatért Argentínába, és ott publikálta első verseit. Chilébe visszatérve intenzíven foglalkozott elbeszélő munkájával, és ezzel párhuzamosan a Nemzeti Könyvtárban és az Universidad de Chile sajtójában dolgozott. Feleségül vette María Baezát, akitől három gyermeke született. A Los Tiempos és a Las Ultimas Noticias napilapokhoz először linogépkezelőként csatlakozott, végül pedig újságíróként dolgozott a santiagói lapoknál, mindeközben pedig a Hipódromo Chile-nél (Santiago lóversenypálya) dolgozott. Felesége halála után újra megnősült, és utazni kezdett. 1957-ben megkapta a Chilei Nemzeti Irodalmi Díjat. Bejárta Európát, Dél-Amerikát és a Közel-Keletet. A chilei és az amerikai irodalom egyetemi professzora lett az Egyesült Államokban és az Universidad de Chilében.
Műveinek központi témája a munkásosztály tagjai bizonytalanságának, nyomorúságának és marginalitásának ábrázolása. Karakterei pszichológiai és egzisztenciális összetettségének kibontása különbséget teremtett művei és a korábbi irodalmi irányzatok (criollismo, mundonovismo) között, amelyeket az egyéniség kevésbé komplex szemlélete jellemzett. Santiagóban halt meg 1973. március 11-én.

### Fiatalkora
Elkezdett közreműködni a The Buenos Aires Protest és a The Battle of Santiago című anarchista folyóiratokban, ahol politikáról, oktatásról és társadalomról írt cikkeket.

### Írói kezdetek
Első publikált irodalmi műve az El soneto el gusano (A féreg szonett) című verse volt, amely 1917-ben jelent meg a Los Diez (A Tíz) című folyóiratban. Négy évvel később, 1921-ben egy társulathoz tartozott, és a Mendozában töltött idő alatt színházi társulatot alapított. "Poetic" címmel verseskötetet jelentetett meg az Ideas and figures című folyóiratban. A következő évben kapta első díját La laguna (A tó) című novellájával, amely a Buenos Aires-i La Montaña (A hegy) című folyóirat pályázatán második díjat nyert. Első novelláskötete, a Hombres del sur (Déli emberek) 1926-ban jelent meg. 1928-ban, ugyanabban az évben, amikor édesanyja meghalt, könyvtárosként alkalmazták a Biblioteca Nacional de Chilében (Chilei Nemzeti Könyvtár). Első felesége, Maria professzor és költő volt. Felesége halála ihlette a Deshecha Rosa (Elveszett rózsa) című versét. A következő évben jelent meg második novelláskötete, az El delincuente (A tettes), amely tartalmazza a híres El vaso de leche-t (A pohár tej). Első regénye, a Lanchas en la bahía (Csónakok az öbölben), amelyet 1930-ban írt, 1932-ben jelent meg. 1936-ban jelent meg második regénye, a La Ciudad de los Césares (A császárok városa), majd felesége halála után átvette a chilei egyetem nyomdájának vezetését. Évekkel később Rojas egy interjúban kijelentette, hogy sajnálja, hogy megírta ezt a regényt, és kritizálta, hogy nemcsak rossz, hanem rendkívül kitalált is. "Az író a tapasztalatainak a fia. Az író tapasztalat nélkül elképzelhetetlen lény" - hangsúlyozta.

## Művei
Regények
- Lanchas en la bahía, 1932
- La ciudad de los Césares, 1936
- Hijo de ladrón, 1951
  - Tolvaj volt az apám(wd) –  Magvető, Budapest, 1971 (Világkönyvtár) · ISSN 0324-7929 · Bevezető: Salvador Bueno · Fordította: Huszágh Nándor
- Mejor que el vino, 1958
- Punta de rieles, 1960
- Sombras contra el muro, 1964
- La oscura vida radiante, 1971

Rövid történetek
- Hombres del Sur, 1926
- El Delincuente, 1929
- El Bonete Maulino, 1943
- Imágenes de infancia, 1955
- El vaso de leche, 1927

Versek
- Poéticas, 1921
- Tonada del transeúnte, 1927
- Travesía, 1934
- Desecha rosa, 1954

Esszék
- De la poesía a la revolución, 1938
- José Joaquin Vallejo, 1942
- Chile:cinco navegantes y un astrónomo, 1956
- Los costumbristas chilenos, 1957
- El árbol siempre verde, 1960
- Antología autobiográfica, 1962
- Esencias del pais chileno, 1963
- Historia Breve de la literatura chilena, 1964
- Pasé por México un dia, 1964
- Manual de literatura chilena, 1964
- Viaje al país de los profetas, 1969
- Justo Arteaga Alemparte, 1974

## Öröksége
2012-ben a chilei Nemzeti Kulturális és Művészeti Tanács Manuel Rojas Ibero-Amerikai Elbeszélő Díjat alapított a tiszteletére.

## Fordítás
- Ez a szócikk részben vagy egészben  a   Manuel Rojas (author) című angol Wikipédia-szócikk fordításán alapul.  Az eredeti cikk szerkesztőit annak laptörténete sorolja fel. Ez a jelzés csupán a megfogalmazás eredetét és a szerzői jogokat jelzi, nem szolgál a cikkben szereplő információk forrásmegjelöléseként.